# Saint-André-de-Chalencon
Saint-André-de-Chalencon is een gemeente in het Franse departement Haute-Loire (regio Auvergne-Rhône-Alpes) en telt 330 inwoners (2004). De plaats maakt deel uit van het arrondissement Yssingeaux. In Saint-André-de-Chalencon is een middeleeuwse burcht te vinden die hoog uittorent over de Ance. In het dal van de Ance ligt de 'Duivelsbrug'.

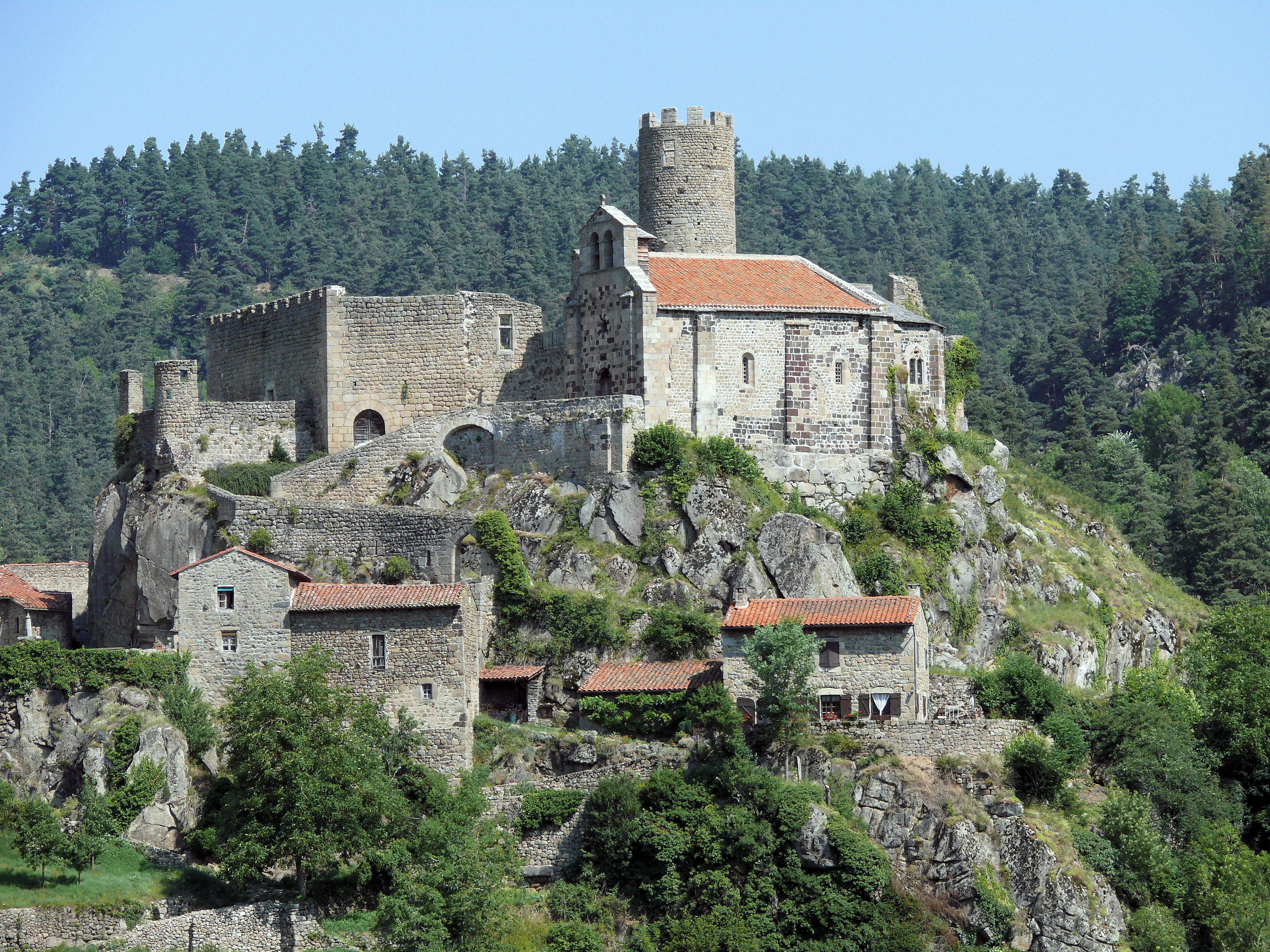
Saint-André-de-Chalencon met Château de Chalencon
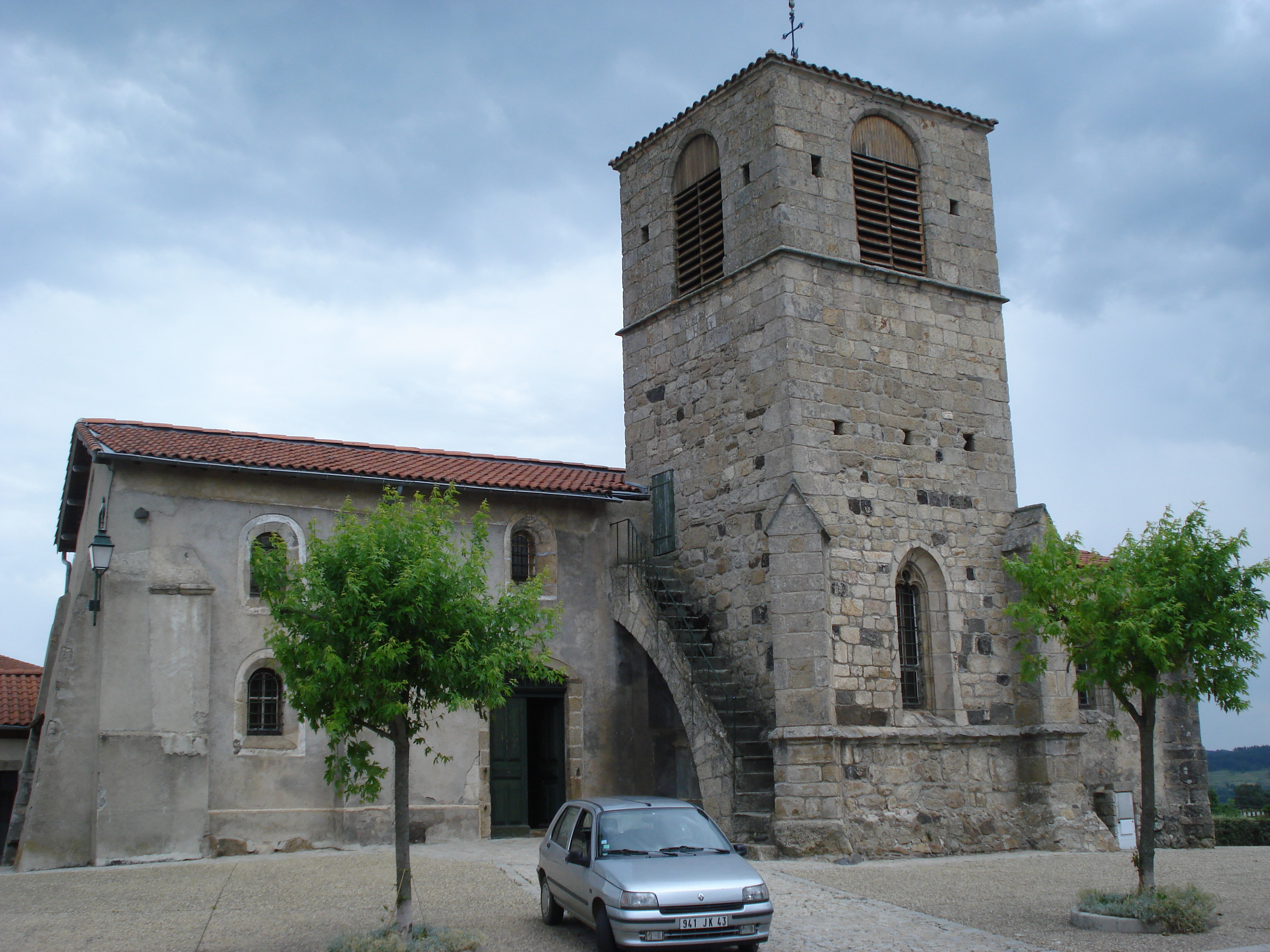
Kerk van Saint-André-de-Chalencon

## Geografie
De oppervlakte van Saint-André-de-Chalencon bedraagt 16,9 km², de bevolkingsdichtheid is 19,5 inwoners per km².
De onderstaande kaart toont de ligging van Saint-André-de-Chalencon met de belangrijkste infrastructuur en aangrenzende gemeenten.

## Demografie
Onderstaande figuur toont het verloop van het inwonertal (bron: INSEE-tellingen).